# میکله سواوی
میکله سواوی (ایتالیایی: Michele Soavi؛ زادهٔ ۳ ژوئیهٔ ۱۹۵۷) کارگردان فیلم و بازیگر اهل ایتالیا است.
از فیلم‌ها یا برنامه‌های تلویزیونی که وی در آن نقش داشته‌است، می‌توان به ترس از صحنه، بازگشت از مرگ (فرانکنشتاین ۲۰۰۰)، خانه‌ای با راه پله تاریک، خون سرخ، پدیده، ظلمت، اپرا، کالیگولا… قصه ناگفته، یورش بزرگ و دختر شیطان اشاره کرد.